# HD 216770 b
HD 216770 b (بالإنجليزية: HD 216770 b)‏ الذي يرمز له بالرمز HD 216770b، هو كوكب خارج المجموعة الشمسية، في كوكبة الحوت الجنوبي، يتبع HD 216770 ‏.

## الاكتشاف
اكتشف في 30 يونيو 2003، وكانت طريقة الاكتشاف Doppler spectroscopy.